# The Fabulous Kangaroos
I Fabulous Kangaroos sono stati un tag team di wrestling attivo, sotto diverse incarnazioni, dal 1957 al 1983. La prima e più nota formazione era composta da Al Costello e Roy Heffernan. I due adottarono la gimmick dei militari australiani con tanto di boomerang e Waltzing Matilda come musica d'entrata. Riconosciuti come uno dei migliori tag team nella storia del wrestling professionistico mondiale, i Kangaroos sono spesso indicati come i responsabili dell'esplosione della popolarità dei combattimenti a coppie nel periodo fine anni cinquanta e inizio sessanta.
Successive versioni dei Kangaroos videro Al Costello lottare in coppia con Ray St. Clair nel 1967, e poi con Don Kent dal 1968 al 1974. Don Kent fece poi coppia con Bruno Bekkar, e successivamente con Johnny Heffernan ("cugino" di Roy Heffernan nella kayfabe) per tenere in vita i Fabulous Kangaroos fino al 1983.
Circa un decennio dopo, l'allora settantaduenne Al Costello fece da manager ai "New Fabulous Kangaroos" in federazioni del circuito indipendente. I New Fabulous Kangaroos erano costituiti da Mickey Doyle, Denny Kass e Al Snow.
Sia Costello sia Heffernan morirono prima che i Fabulous Kangaroos ricevessero l'onore di essere introdotti nella Professional Wrestling Hall of Fame nel 2003.

## Nel wrestling
- Mossa finale
  - Boomerang (catapulta più pugno da knockout)

- Manager
  - "Wild" Red Berry
  - George "Crybaby" Cannon
  - "Sir" Dudley Clement
  - Al Costello

## Titoli e riconoscimenti

### Costello & Heffernan
- Alex Turk Promotions (Winnipeg)
  - International Tag Team Championship (2)[6]
- Capitol Wrestling Corporation
  - NWA United States Tag Team Championship (Northeast version) (3)[6]
- Championship Wrestling from Florida
  - NWA Florida United States Tag Team Championship (1)[6]
  - NWA World Tag Team Championship (Florida version) (1)[6]
- Japan Wrestling Association
  - NWA International Tag Team Championship (1)[6]
- Midwest Wrestling Association
  - NWA United States Tag Team Championship (Ohio Version) (1)[6]
- National Wrestling Alliance
  - NWA Hall of Fame (Classe del 2013)[7]
- NWA All-Star Wrestling
  - NWA Canadian Tag Team Championship (Vancouver version) (4)[6]
- NWA Detroit
  - NWA World Tag Team Championship (Detroit version) (2)[6]
- NWA New Mexico
  - Rocky Mountain Tag Team Championship (1)[8]
- NWA Western States (Amarillo)
  - NWA International Tag Team Championship (Texas version) (1)[6]
  - NWA World Tag Team Championship (Texas version) (1)[9][10]
- World Wrestling Association (Los Angeles)
  - WWA World Tag Team Championship (1)[6]
- Professional Wrestling Hall of Fame and Museum
  - Classe del 2003[4]
- Wrestling Observer Newsletter
  - Wrestling Observer Newsletter Hall of Fame (Classe del 1996)

### Costello & St. Clair
- NWA Detroit
  - NWA World Tag Team Championship (Detroit version) (1)[6]

### Costello & Kent
- Eastern Sports Association
  - ESA International Tag Team Championship (1)[6]
- International Wrestling Enterprise
  - Trans-World Wrestling Alliance World Tag Team Championship (1)[6]
- NWA Mid-America
  - NWA World Tag Team Championship (Mid-America version) (3)[6]
- World Wrestling Association
  - WWA World Tag Team Championship (2)[6]
- World Wrestling Council
  - WWC World Tag Team Championship (1)[6]

### Kent & Bekkar
- World Wrestling Council
  - WWC Caribbean Tag Team Championship (1)
  - WWC North American Tag Team Championship (1)[6]

### Kent & Heffernan
- Championship Wrestling from Florida
  - NWA Florida Global Tag Team Championship (4)[6]
- World Wrestling Council
  - WWC World Tag Team Championship (1)[6]
  - WWC North American Tag Team Championship (1)

### New Fabulous Kangaroos
- Border City Wrestling
  - BCW Can-Am Tag Team Championship (1)
- Motor City Wrestling
  - MCW Tag Team Championship (1)